# Hopea vesquei
Hopea vesquei är en tvåhjärtbladig växtart som beskrevs av Georg Christoph Heim. Hopea vesquei ingår i släktet Hopea och familjen Dipterocarpaceae. Inga underarter finns listade i Catalogue of Life.